# APS (fusil d'assaut sous-marin)
Pour les articles homonymes, voir APS.
L'APS est un fusil d'assaut sous-marin russe employé par des unités de nageurs de combat. Cette arme à feu sous-marine fut développée au début des années 1970, et entra en service vers 1975. 

## Description
Son principal défaut est lié aux caractéristiques de la munition utilisée, qui assure une portée et une précision acceptables sous l'eau pour la défense contre les plongeurs, mais médiocres dans l'air, obligeant les unités spéciales à se munir de plusieurs armes.

## Successeur
Son successeur, le fusil amphibie ADS, pouvant chambrer indifféremment les cartouches classiques de 5,45x39 mm M74 de l'AK-74 ou les nouvelles cartouches sous-marines 5,45x39 mm PSP (développées depuis 2005) de même format, est en cours d'évaluation dans l'armée russe. 

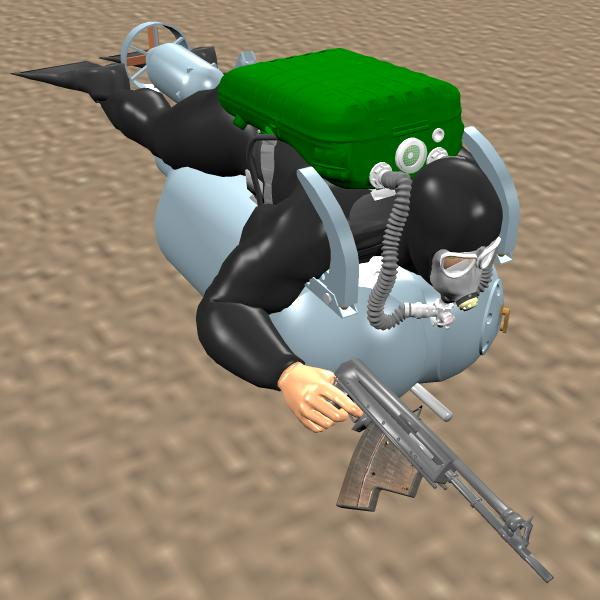
Représentation d'un nageur de combat russe contemporain ; Système de respiration IDA71, engin de propulsion individuelle Protei 5, fusil d'assaut sous-marin APS.